# Maison du Bailliage (Vichy)
Pour les articles homonymes, voir Maison du Bailliage.
La maison du Bailliage, aussi fréquemment appelée le Castel franc, est un bâtiment de Vichy dont la construction de la partie la plus ancienne remonte à 1482. Seul vestige de l'ancien château de la ville (le Castel franc), il a été remanié au XIXe siècle. Sa tour abrite un escalier à vis en pierre qui dessert les étages et est inscrit aux monuments historiques le 28 décembre 1926. 
Il est situé dans le quartier du Vieux Vichy, en bordure du parc Kennedy qui s'étend le long de l'Allier. Le bâtiment dispose d'un jardin à la française qui fait face au parc Kennedy.
Dans son Histoire contemporaine de Vichy, publiée en 1921, Antonin Mallat indique que le bâtiment tire son nom de l'emplacement où il a été construit au XVIe siècle et où se trouvait l'ancienne maison du bailli, le représentant du seigneur pour les affaires administratives et judiciaires.

## Histoire
La maison est construite en 1531, sur la base d'une maison plus ancienne, par Antoine Gravier, prêtre communaliste du chapitre de Saint-Michel. En 1590, elle subit des déprédations lors du passage des Ligueurs à Vichy. Elle est restaurée une première fois par l'épouse de Jehan Gravier. À la fin du XVIIe siècle, Jean Loyseau de la Vesvre et son épouse Geneviève Gravier font faire des travaux dont l'installation des cheminées, boiseries et pose de tapisseries d'Aubusson. En juillet 1786, Alexandre Gravier des Granges, dernier président du grenier à sel la vend pour 2 000 livres ce qui est alors appelée Chastel Franc ou maison du Bailliage au notaire royal Gabriel Viguier. 
En 1801, son gendre, Louis Lafaye qui est régisseur du château de Charmeil loue, pour 72 francs par an, le bâtiment à la commune de Vichy pour servir de mairie. En 1822, face aux travaux à mener, le nouveau maire, le baron Lucas, décide de transférer la mairie dans une maison au 1, rue de la Source-de-l'Hôpital. 
En 1826, Alexandre Gravier du Monsseaux, membre de la famille Gravier les précédents propriétaires, en fait l'acquisition et son fils Charles qui en héritera, procédera à sa restauration et à la construction des deux ailes actuelles. Lors de ses travaux, seront mises au jour deux anciennes fenêtres en arc de style roman et deux meurtrières. 
La Compagnie fermière de Vichy achète la maison en 1928 au décès de son propriétaire, Charles Gravier du Monsseaux et, après quelques aménagements faits par l'architecte de la compagnie, M. Simon, en fait un musée, y abritant ses collections de 1937 à 1983 ou 1984. On pouvait y voir les traces de passages de personnes illustres comme avec la salle Sévigné exposant des souvenirs du passage de l'épistolière, dont un portrait peint par Nanteuil, dans une autre salle, la chambre de Napoléon III avait été reconstituée. La salle Mosnier exposait des céramiques de Lezoux et de Vichy, la salle des baignoires exposait différentes baignoires et objets consacrés à la toilette, une autre salle était consacrée au folklore et artisanat bourbonnais avec le métier à tisser de Grivats pour la toile de Vichy. Dans les couloirs étaient accrochés les portraits des intendants des eaux de Vichy, des lithographies de paysage bourbonnais et une lettre de Richelieu au maréchal de la Motte d'Hauvaucourt de septembre 1641 indiquant son intention de « prendre les eaux de Vichy pour tenter de restaurer sa descrépitude ».
Sous le régime de Vichy, seront exposées provisoirement des œuvres données par l'Espagne dans le cadre de l'accord de juillet 1941.
En 1997, la ville rachète le bâtiment dans le but d'y transférer son patrimoine musical, mais le projet n'aboutit pas. En 2016, elle décide de le mettre en vente pour 300 000 € ; il est acheté à l'été 2019 par Ali Behnam-Baktiar, architecte, décorateur et organisateur d'évènementiels et qui devrait l'ouvrir en 2024 comme centre « polyculturel ».